# نکلا آدوگان
نکلا آدوگان (انگلیسی: Necla Akdoğan؛ زادهٔ ۱۰ نوامبر ۱۹۷۱) بازیکن فوتبال اهل ترکیه است.
وی همچنین در تیم ملی فوتبال زنان ترکیه بازی کرده‌است.